# 王凌云
王凌云（1899年—？），河南伊阳县人，中华民国中将。中央陆军军官学校高等教育班第三期、陆军大学将官讲习班第二期、陆军大学讲官班甲级第三期毕业。
毕业于伊阳县第一高等小学堂，为伊阳县知事郑国翰赏识。随后郑附河南軍閥憨玉琨部，郑任王为营长，憨玉琨自殺後，其部隊被陝西軍閥給收編，後再度將部隊獨立帶回河南伊陽縣家鄉，並將該地作為部隊根據地。1930年，王凌雲被南京國民政府派任的河南省政府主席萬選才委任为临汝、伊阳、自由、平等四县“剿匪”司令，其部隊成為國民革命軍的一部。1930年秋，被国民革命军第二十路总指挥張鈁收编委任为國民革命軍第20路軍第三师师长，後該師改編為國民革命軍第75師之第225旅，王凌雲續任旅長，後轉任76師227旅旅長。王凌雲參與了20路軍圍剿中國工農紅軍的相關戰役。
抗战爆发后，76師投入淞沪会战，編入陳誠派系的國民革命軍第七十九軍運用。同年9月王凌雲升任76師師長。76師在上海戰役後並未歸建回張鈁部隊指揮，而是被陳誠吸收成為半中央化部隊。
王凌雲與76師在民國二十九年（1940）調入國民革命軍第二軍補充該軍戰力。隨後與第二軍一同投入桂南會戰，該會戰雖然後來以國軍戰敗收場，但事後檢討時王凌雲與76師的表現並未遭到譴責，而是以「達成任務應升一級」作收，也因桂南會戰的表現正常，在當時的第二軍系統中王凌雲地位仍可折服其它黃埔軍校正規畢業生，同時王凌雲與李延年構築了良好關係，成為李延年所信賴的下屬。
王凌雲在民國三十一年（1942）1月升任第二軍副軍長。同年6月李延年升任三十四集團軍副總司令，其第二軍軍長一職在6月25日由王凌雲接任，王凌雲的副軍長職務由國民革命軍第七十六軍副軍長鍾松接任，76師師長則由夏德貴接任。同年8月，王凌雲調入中央訓練團受訓，12月結訓後返回部隊。同年，第二軍從原先的攻擊軍改隸屬中國遠征軍，並進行美械煥發整編，因此軍級高階主官被分別派往印度接受美軍的訓練，由於部隊改編重整的原因，在王凌雲擔任軍長的頭一年並未參與重大戰爭。
民國三十三年（1944），第二軍編入第11集團軍，投入滇緬反攻。王凌雲在反攻中指揮第二軍麾下的國民革命軍第76師渡過怒江進攻平戛街，王凌雲也因該戰役戰功授勳獲得青天白日勳章授勳。
抗戰勝利後，第二軍縮編為整編第9師，王凌雲續任整編第9師中將師長，1945年8月兼任云南警备副司令。整9師在民國三十六年（1947）膠河戰役期間無法突破華東野戰軍防禦，在10月下旬戰役結束後的檢討會議中王凌雲以「作戰不力」為由遭到撤職，調任軍委會中將高級參謀。1947年12月下旬，蒋介石任命他为第十三绥靖区司令兼行政长官，下辖国军第二军，第六十四军及其一些地方民团，驻守南阳县城与中国人民解放军对抗。1948年11月4月，王凌云弃城而逃，中原野战军顺利占领南阳县城。南逃至襄阳县。1949年1月，再度放城。同年7月，任豫陕边区绥靖第一路总司令。1950年1月被俘。1961年，获得特赦后，分配到河南省政协工作。“文革”初期离家出走，下落不明。
1930年代由王凌云司令修建的蟒庄小学，为洛阳地区赫赫有名的高等小学堂。中学建在了离蟒庄村西南2.5公里的阎村北英寺旁。随着学校的建成投用，蟒庄村一度成为洛阳地区著名的教育中心。

## 简历
- 1917年投入直军当兵。
- 1924年改投北洋陆军第三十五师第一混成旅。
- 1925年被师长憨玉琨提升为上尉副官，旋又升任第35师第1混合旅卫队营上校营长。
- 1926年4月卫队营改编为陕西陆军第9混成旅第一团第二营，任少校营长。
- 1927年6月任河南省伊阳城防总队3支队支队长。
- 1929年7月任伊阳城防总队总队长。
- 1930年5月任河南省临、伊、自、平四县剿匪司令，7月被河南軍閥張鈁所收编，任国民革命军第20路军第3师少将师长，12月任第75师225旅旅长。
- 1931年2月任第20路军特务旅旅长。
- 1932年4月改任第76师227旅旅长，曾参加围剿苏区红军。
- 1937年11月任第76师中将师长，先后参加南昌、桂南会战。
- 1942年1月任第2军副军长兼76师师长，6月任第2军军长。
- 1943年兼任滇西警备司令，参加滇缅抗战。
- 1946年3月任整编第9师师长，7月兼任云南警备总司令部副总司令。
- 1947年11月，任军事委员会中将高参，旋改任胶东兵团副司令官，12月任第13绥靖区司令，驻守南阳，勒令百姓修建飞机场，成立情报机构和联合法庭，清除隱密的共产党人。
- 1948年11月，他率部南逃襄樊，为宋希濂火并，出逃四川，聚众活动在大巴山一带。
- 1949年3月，任河南第1路挺进军总指挥，11月任豫陕边区挺进军总指挥兼豫西行署主任。
- 1950年1月7日，因当时的妻子举报，在四川通江县被俘。[2]
- 1961年12月25日，获特赦。后任河南省政协秘书处专员。[2]
- 1968年夏从郑州家中出走，下落不明。[2]